# 邱淑花
邱淑花 （1948年—），活熊取胆之母，知名企业家，中华人民共和国全国第八届妇代会代表，福建省第八届政协委员，联合国第四次世界妇妇大会中国代表之一，全国人大代表。

## 简介
1992年，邱淑花开始萌发养亚洲黑熊的想法，并从云南瑞丽买下200头黑熊开始实验活熊取牟利并获得成功。
1993年，邱淑花成立了钱山集团，黑熊增加到400头。1993年，邱淑花在惠安创办獭狸养殖场。 同年创办福建惠安黑熊殖场、熊胆酒厂、福建金熊公司。 1996年，邱淑花的福建惠安黑熊殖厂被中华人民共和国政府指定为“国家级熊胆研制示范基地”。 随后，邱淑花带领工厂团队研制出“人工活体定时无管引流熊胆汁技术”，使得活熊取胆工作效率和产量大幅提升。
2003年，SARS事件期间，邱淑花被中华人民共和国卫生部调遣，把其价值50多万元的熊胆系列产品运送至北京小汤山医院。
2010年钱山集团旗下的归真堂筹划上市遭抵制。

## 活熊取胆曝光
云南卫视《自然密码》制片人余继春在其新浪微博曝光了邱淑花活熊取胆的归真堂在拼命上市的计划，并且附上血淋淋的活熊取胆视频一段：
福建的归真堂上市募资将用于年产4000公斤熊胆粉、年存栏黑熊1200头等两项目。已经省厅初查并且通过了！如果真上市，那今年就是黑熊的末日。
2012年春节，各大网络上传着反对归真堂上市的声音。

面对反对声音，作为人大代表的邱淑花十分生气， 她祭出了“合法”的挡箭牌：
“养熊是林业部颁发批文，生产熊胆粉是1995年卫生部颁发药准字号，都合法。”，“可以说，如果反对我们就等于反对国家。” ， “我们的熊非常健康，又能繁殖，像在幼儿园一样非常舒服，比创始人还舒服。胆汁对它没有任何伤害。” 

## 个人荣誉
- 全国星火计划先进工作者
- 福建省“三八红旗手”
- 泉州市劳动模范
- 泉州市优秀女企业家
- 泉州市拥军模范
- 全国第八届妇代会代表
- 福建省第八届妇代会代表
- 福建省第八届政协委员
- 联合国第四次世界妇女大会中国代表之一[1]

### 奖项
曾获得第四次世界妇女大会中国组委会主席、国务委员彭珮云题词“自强不息”的纪念邮封

## 评价

### 正面
2003年，中华人民共和国政府评选邱淑花为“年度中国十大女性经济人物”。

### 负面
《新闻晨报》杨耕身：“反对我们就等于反对国家”，这句话不知让多少人恍然生出时空错位之感。谁是国家，谁能代表国家，而你所代表的国家为什么一定是正确而不容质疑的？这且不论，关键在于邱淑花的逻辑中，的确有将“国家”拿来陪绑的意味。我不能核实这样的一家企业，是否真的曾经拿到过有关部委的批示，但对于“国家”来说，却显然不应甘于这样的“绑架”，为某一个人所利用。
搜狐记者曲宏波《邱淑花血色“熊财”》：“邱淑花曾说‘反对我们就等于反对国家’，这足以让人喷饭人们反对归真堂上市，完全是出于伦理道德层面的思考，但邱淑花和中国中药协会则更像是在转移战场，将问题上升到政治的高度，利用‘绑架国家’去压倒反对者。其实，若他们真的没有虐熊，为何不拿出更有力的证据来？若有更多的公开证据可以表明这‘熊财’并不血腥残忍，那么估计多数反对者应不会刻意刁难。”